# Boston Run – Der Marathon-Thriller
Boston Run – Der Marathon-Thriller ist ein im Sportwelt Verlag erschienener Roman des deutschen Schriftstellers Frank Lauenroth, der mit Johannes Steck auch als Hörbuch umgesetzt wurde.

## Inhalt
Die Handlung spielt während des Boston-Marathons, bei dem jährlich mehr als 25.000 Läuferinnen und Läufer starten. Einer der Läufer ist Brian Harding alias Fred Longer, der zwar erst seinen zweiten Marathon läuft, das Rennen und die 150.000-Dollar-Siegprämie jedoch gewinnen will. Sein genialer Kumpel Christopher Johnson hat  ein neues Dopingmittel entwickelt, das sich während des Laufs abbaut und somit im Ziel nicht mehr nachweisbar sein wird. Allerdings kommt der Geheimdienst NSA den beiden auf die Schliche und eröffnet die Jagd.

## Kritik
- Es ist ein Plot wie aus einem Hollywoodfilm, den sich Frank Lauenroth für seinen neuen Roman erdacht hat. Wieder einmal zeigt der Autor sein ganzes Können, indem er Situationen, Personen und Handlungen zu einem spannenden Thriller verwebt. Es ist der große Reiz des Romans "Boston Run", dass es in diesem Buch nicht nur einen Handlungszeitraum, sondern auch eine Handlungsstrecke gibt, nämlich exakt die 42.195 Meter eines Marathonlaufs.[1]
- Nach seinem Science-Fiction-Roman "Simon befiehlt" stellt Frank Lauenroth nun eindrucksvoll unter Beweis, dass er auch ein Händchen für das Thrillergenre hat. ... Die Geschichte gefällt ausgesprochen gut und wartet am Ende noch mit einer Überraschung auf und auch mit einem Schluss, der dem Leser ein breites Grinsen ins Gesicht zaubert. Hier zeigt uns der Autor seinen Sinn für Humor. "Boston Run" ist ein rundum gelungener Thriller.[2]
- Sollte ein Hollywood-Produzent den „Marathon-Thriller“ in die Finger bekommen, kann er sich einen Drehbuchautor oder Dramaturgen komplett sparen und sofort mit dem Drehen beginnen.[3]
- Boston Run ist ein spannender und packender Thriller, dessen Intensität man sich nicht entziehen kann, sobald man die ersten Seiten gelesen hat. Am Ende erwartet den Leser dann auch ein grandioses Finale.[4]